# Berzerk
Berzerk ist ein Shoot-’em-up-Arcade-Spiel, das 1980 von Stern Electronics entwickelt und veröffentlicht wurde. Die Firma verkaufte etwa 39.000 Berzerk-Automaten.

## Spielbeschreibung
Der Spieler steuert ein grünes Strichmännchen mit Hilfe eines Joysticks durch ein Labyrinth, in dem sich schießende Roboter befinden. Mit einer Taste kann der Spieler seinerseits eine Laserwaffe benutzen. Durch Kollisionen mit gegnerischen Projektilen, den Robotern, den Wänden und einem fliegenden Smiley, der im Spiel Evil Otto genannt wird, kann der Spieler Lebensenergie verlieren.
Das Spiel nutzt den Charakter des Evil Otto, um die Hektik zu steigern: Diese Figur kann sich durch Wände bewegen und von der Waffe des Spielers nicht verletzt werden. Sie erscheint nach einer gewissen Zeit und bewegt sich in etwa mit der Hälfte der Geschwindigkeit des Spielers auf diesen zu, solange noch Roboter im Labyrinth vorhanden sind, und gleicht ihre Geschwindigkeit an, wenn der letzte Gegner zerstört ist. Das Spiel besitzt 64.000 Levels, die jeweils an den vier Außenwänden einen Ausgang besitzen, durch den eine neue Stufe betreten werden kann.

## Entwicklung
Der Legende nach soll Alan McNeil, ein Angestellter der Universal Research Laboratories, einer Abteilung der Firma Stern, eines Nachts einen Traum über ein schwarz-weißes Computerspiel gehabt haben, in dem er gegen Roboter kämpfte. Dieser Traum und der Einfluss des rundenbasierten BASIC-Spiels Robots war die Grundlage Berzerks. Das Spiel selbst wurde nach Fred Saberhagens Science-Fiction-Reihe Berserker benannt. Stern verwarf jedoch die Idee eines schwarz-weißen Spiels, nachdem im gleichen Jahr schon das Farbspiel Defender durch Williams erfolgreich vermarktet werden konnte. Bis auf die ersten Versionen des Systems wurde das Spiel mit einem farbigen CRT-Bildschirm ausgeliefert.

## Besonderheiten
Berzerk ist eines der ersten Arcade-Spiele, die Sprachausgabe verwenden. Zu Werbezwecken benutzt es die Phrase „Coins detected in pocket“, um einen potenziellen Spieler dazu zu bewegen Geldstücke einzuwerfen. Das Erscheinen des Evil Ottos wird mit einem „Intruder Alert!“ kommentiert. Beim Verlassen eines Levels ertönt aus dem Automaten der Satz „The humanoid must not escape!“, beziehungsweise „Chicken! Fight like a robot!“, falls nicht alle Roboter zerstört wurden.
Berzerk hat ein Vokabular von 30 Worten, das mit Linear Predictive Coding komprimiert wurde. Die Kosten beliefen sich zu dieser Zeit etwa auf 1.000 $ für ein Wort. Dennoch stellte Stern an andere Länder angepasste Versionen her, unter anderem eine Spanische. Eine weitere Besonderheit war die, im Vergleich zu anderen Spielen, niedrige künstliche Intelligenz der Gegner. Es ist keine Seltenheit, dass die Roboter sich selbst eliminieren, indem sie in Wände oder Verbündete laufen oder sich gegenseitig beschießen. Diese Dummheit der Gegner führte zu vielen Strategien einen Platz in der Highscore-Tabelle zu erreichen, da es bewertungsmäßig keinen Unterschied macht, ob der Spieler die Roboter ausschaltet oder sie es selbst tun.
Stern veröffentlichte zwei verschiedene Versionen von Berzerk, die sich in der Gegnerstärke unterscheiden. Die erste Version besitzt drei verschiedene Robotertypen, deren gefährlichste Art zwei Schüsse gleichzeitig abgeben kann. Die Schüsse werden nicht zeitgleich abgefeuert, sondern können sich zur gleichen Zeit auf dem Bildschirm befinden. Zudem verdoppelt Evil Otto seine Geschwindigkeit, sobald der Spieler mehr als 5.000 Punkte gesammelt hat. Die zweite Version beinhaltet sechs verschiedene Robotertypen, die bis zu sieben schnellere Projektile gleichzeitig feuern können. Die Geschwindigkeit von Evil Otto steigert sich jedoch nicht.

## Portierungen
Berzerk wurde auf Atari 2600, Atari 5200, Atari 7800 und Vectrex portiert.
Die Umsetzung auf Atari 2600 bietet die Möglichkeit, Evil Otto vorübergehend außer Gefecht zu setzen. In der erweiterten Neuauflage Berzerk: Enhanced Edition, von Atari am 17. November 2023 auf Steckmodul veröffentlicht, wurden Sprachausgabe und diagonale Schüsse der Gegner nachgeliefert.
Die Version für Atari 5200 war die erste offizielle Konvertierung, die ebenfalls Sprachausgabe verwendete.
Die Portierung für das Atari 7800 wurde erst mit der Veröffentlichung der Atari 7800+ Konsole am 29. November 2024 als eigenständiges Steckmodul auf den Markt gebracht.
Big Five Software produzierte für den TRS-80 mit Robot Attack einen Klon des Spiels. Robot Attack ist das erste Spiel für diesen Computer, das Sprachausgabe besitzt.

## Sonstiges
Berzerk wird oft als das erste Videospiel erwähnt, das in den Tod eines Spielers involviert war. Im Januar 1981 starb der 19-jährige Jeff Dailey an einem schweren Herzinfarkt, kurz nachdem er einen Score von 16660 erreicht hatte. Im Oktober 1982 starb der 18-jährige Peter Burkowski an einem Herzinfarkt, nachdem er innerhalb von 15 Minuten zweimal seine Initialen in die Highscore-Liste eines Berzerk-Automaten gesetzt hatte.
Buckner & Garcia veröffentlichte 1982 das Lied Goin' Berzerk, das Soundeffekte aus dem Spiel benutzt, auf dem Album Pac-Man Fever.
Die Band Combichrist verwendet in ihrem Song "Intruder Alert" einen gleichlautenden Soundeffekt aus dem Spiel.
Auf einem Album von Aphex Twin befindet sich ein Lied mit dem Titel Humanoid must not escape.